# Massacre de 1804 no Haiti
O massacre de 1804 no Haiti foi um genocídio realizado contra a população branca remanescente de franceses nativos e crioulos franceses (ou franco-haitianos; mestiços) no Haiti por soldados haitianos sob ordens de Jean-Jacques Dessalines. Ele havia decretado que todos os suspeitos de conspirar contra o exército rebelde deveriam ser mortos.
O massacre, ocorrido em todo o Haiti, aconteceu entre o início de janeiro de 1804 e 22 de abril de 1804 e resultou na morte de 3.000 a 5.000 homens, mulheres e crianças. Esquadrões de soldados iam de casa em casa, torturando e matando famílias inteiras. Mesmo os brancos que eram amigos e simpatizantes da população negra foram presos e depois mortos. Uma segunda onda de massacres teve como alvo mulheres e crianças brancas.
Ao longo do início e meados do século XIX, esses eventos eram bem conhecidos nos Estados Unidos, onde eram chamados de "os horrores de Santo Domingo". Além disso, muitos refugiados vieram de Saint-Domingue para os Estados Unidos, estabelecendo-se em Nova Orleans, Charleston, Nova York e outras cidades litorâneas. Esses eventos polarizaram a opinião pública do sul dos Estados Unidos sobre a questão da abolição da escravidão.